# تاریخ منصوری
تاریخ منصوری اثر یکی از مورخان معاصر با ابن‌ابی‌الدم به نام محمد بن علی نظیف است. اطلاعات چندانی از این مورخ جز اشاره‌های ابن‌ابی‌الدم در تاریخ المظفری موجود نیست. این کتاب از تاریخ‌های عمومی این دوره بوده و حوادث به صورت سال‌شمار ذکر شده‌است. مؤلف بسیاری از روایت‌های تاریخی را از مورخان پیش از خود برگرفته و حوادث آغازین جنگ‌های صلیبی تا پیش از مرگ صلاح‌الدین ایوبی را به خوبی پردازش می‌کند. از ویژگی‌های این کتاب باید به اشارات نجومی مورخ در حوادث مهم پیش‌آمده اشاره کرد. همچنین اسماعیلیان شام یکی از گروه‌هایی است که ابن‌نظیف به خوبی بدانان پرداخته و پس از حملهٔ مغول و قتل و عام اسماعیلیان، وی نیز مانند دیگر مورخان عباسی، اخبار این گروه را به خوبی انعکاس داده‌است.